# Берта, Ренато
Рена́то Бе́рта (итал. Renato Berta; род. 2 марта 1945, Беллинцона) — швейцарский кинооператор.

## Биография
В 1965—1967 годах учился в Риме, где познакомился с Висконти, Росселлини, Пазолини. Дебютировал в фильме Алена Таннера, с которым потом ещё не раз работал. Снимал фильмы крупнейших европейских режиссёров.

## Избранная фильмография
- Шарль, жив или мертв (1969, Ален Таннер)
- Отон. Глаза не хотят всякий раз закрываться (1970, Даниэль Юйе, Жан-Мари Штрауб)
- Саламандра / La Salamandre (1971, Ален Таннер)
- Возвращение из Африки (1972, Ален Таннер)
- Уроки истории (1972, Даниэль Юйе, Жан-Мари Штрауб)
- Смерть директора блошиного цирка (1973, Томас Кёрфер)
- La Paloma (1974, Даниэль Шмид)
- Середина мира / Le Milieu du monde (1974, Ален Таннер)
- Моисей и Аарон (1975, Даниэль Юйе, Жан-Мари Штрауб)
- Помощник (1976, Томас Кёрфер)
- Ионас, которому в 2000 году исполнится 25 лет (1976, Ален Таннер)
- Альзира, или Новый континент (1978, Томас Кёрфер)
- Мессидор (1979, Ален Таннер)
- Спасайся, кто может (1980, Жан-Люк Годар)
- Геката (1982, Даниэль Шмид)
- Раненый человек (1983, Патрис Шеро)
- Ночи полнолуния / Les Nuits de la pleine lune (1984, Эрик Ромер)
- Свидание (1985, Андре Тешине, номинация на премию Сезар)
- Грозовой перевал (1985, Жак Риветт)
- Смерть Эмпедокла (1987, Даниэль Юйе, Жан-Мари Штрауб)
- Йенач (1987, Даниэль Шмид)
- До свиданья, дети (1987, Луи Маль, премия Сезар)
- Невинные (1987, Андре Тешине)
- Смерч (1989, Майкл Алмерейда)
- Милу в мае (1990, Луи Маль)
- Мертвый сезон (1992, Даниэль Шмид)
- Курить/Не курить (1992, Ален Рене, номинация на премию Сезар)
- Смерть Мольера (1994, Роберт Уилсон)
- Связь на стороне, инструкция по употреблению (1995, Кристина Паскаль)
- Званый вечер (1996, Мануэл де Оливейра)
- Путешествие к началу мира (1997, Мануэл де Оливейра)
- 1997 — Старая песня / On connaît la chanson (Ален Рене)
- Беспокойство (1998, Мануэл де Оливейра)
- Йом-Йом (1998, Амос Гитай)
- Кадош (1999, Амос Гитай)
- Березина, или Последние дни Швейцарии (1999, Даниэль Шмид)
- Киппур (2000, Амос Гитай)
- Спасибо за шоколад (2000, Клод Шаброль)
- Слово и утопия (2000, Мануэл де Оливейра)
- Рабочие, крестьяне (2001, Даниэль Юйе, Жан-Мари Штрауб)
- Эдем (2001, Амос Гитай)
- Мари-Жо и два её любовника (2002, Робер Гедигян)
- Принцип неопределенности (2002, Мануэл де Оливейра)
- Возвращение блудного сына (2003, Даниэль Юйе, Жан-Мари Штрауб)
- Алила (2003, Амос Гитай)
- Только не в губы (2003, Ален Рене)
- Визит в Лувр (2004, Даниэль Юйе, Жан-Мари Штрауб)
- Мой папа — инженер (2004, Робер Гедигян)
- Прохожий с Марсова поля (2005, Робер Гедигян)
- Волшебное зеркало (2005, Мануэл де Оливейра, Серебряный Колумб за операторскую работу на фестивале латиноамериканского кино в Уэльве)
- Колено Артемиды (2008, Жан-Мари Штрауб)
- Мы верили (2010, Марио Мартоне, Давид ди Донателло за операторское искусство)
- Гебо и тени (2012, Мануэл де Оливейра)